# Reischacherhof

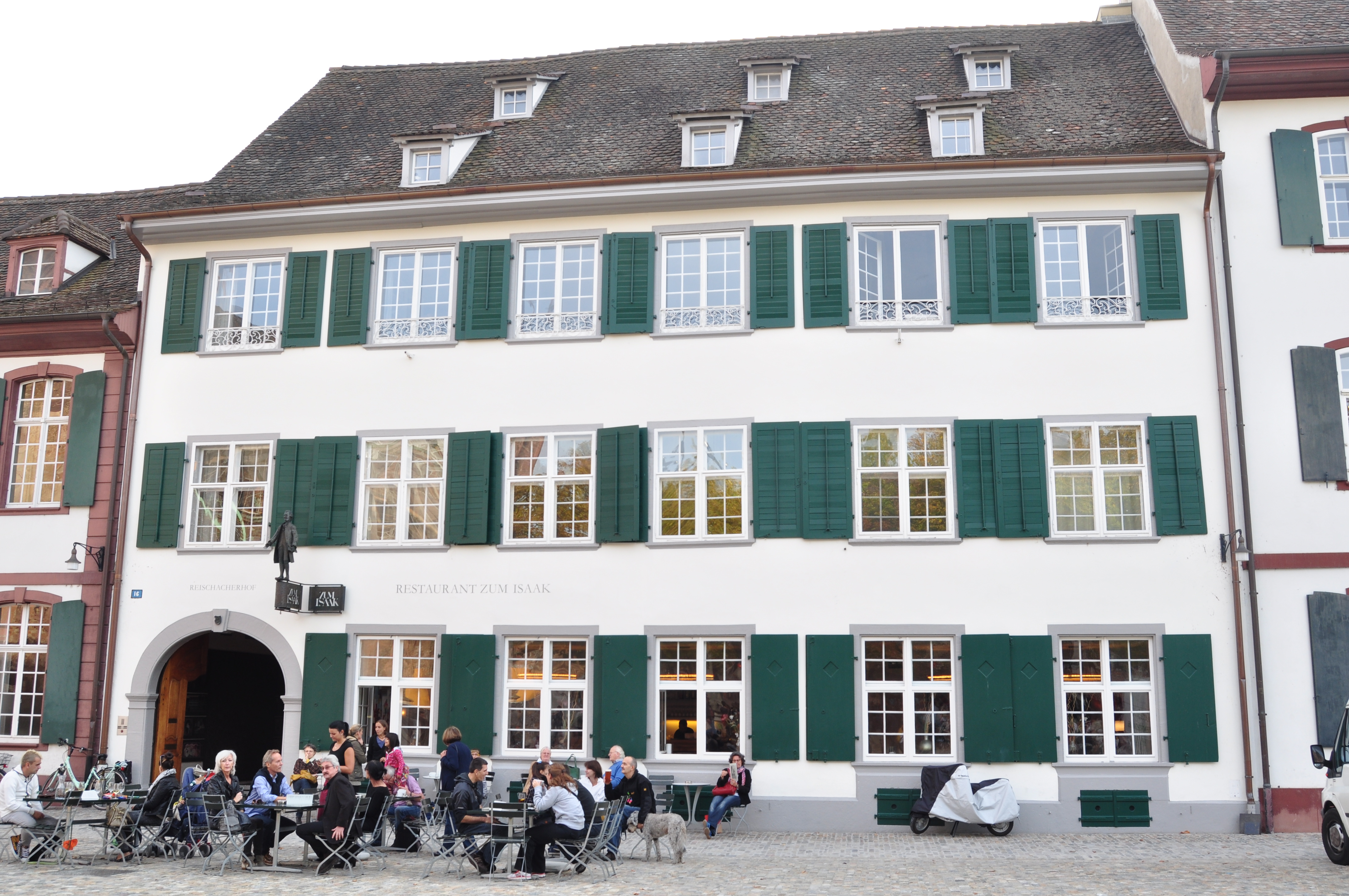
Reischacherhof

Der Reischacherhof ist ein ehemaliges Domherrenhaus am Münsterplatz in Basel, neben dem Gymnasium am Münsterplatz.
Das Haus geht auf das Mittelalter zurück, den heutigen Dachstuhl erhielt es um 1451. Im südlichen Eckzimmer des ersten Obergeschosses wurden bedeutende, allerdings schlecht erhaltene Wandmalereien aus dem 15. Jahrhundert entdeckt. Der Raum diente damals offenbar als Hauskapelle.
Nach der Reformation wurde die Domherrenkurie 1543 an Ludwig von Reischach vermietet, seither heisst sie Reischacherhof. Von 1764 bis 1768 wurde das Haus unter der Leitung des Architekten Johann Jacob Fechter umgebaut, von ihm stammt die Gestaltung der Fassade. Ab 1765 wohnte dort der Stadtschreiber Isaak Iselin. Dieser gründete am 30. März 1777 die Gesellschaft für das Gute und Gemeinnützige Basel, aus der 1807 die GGG Stadtbibliothek Basel hervorging. Die GGG erhielt das Haus zu ihrem 200-jährigen Jubiläum vom Kanton Basel-Stadt geschenkt.
Im Reischacherhof befindet sich das Restaurant Zum Isaak.